# 行尸走肉 (第五季)
美國的恐怖喪屍電視劇《陰屍路》第五季於2014年10月12日在AMC首播。該劇改編自羅伯特·柯克曼、東尼·摩爾和查爾斯·埃蘭德共同繪製的同名漫畫，劇集由法蘭克·戴瑞邦開發，繼續由史考特·M·金普擔任節目統籌。此季承接上季結尾，劇情取自漫畫中的的第62-77期之間的故事章節。
此季描述瑞克·格萊姆斯一行人全體匯聚後的旅程，在尋找安全地帶的過程中也即將面對新的危機。同時介紹進幾位來自漫畫的角色，神父蓋博瑞·史托克斯、以及改編於漫畫中「捕獵者」團夥的終點站食人族，還包括久未出現的摩根·瓊斯。此季敘事風格比上一季還要緩和許多，但描寫各個人物性格的劇情會更為細緻。

## 角色

### 主要演員

第五季主要角色（從左至右）：葛倫、瑪姬、塔拉、卡蘿、鮑勃、莎夏、泰瑞斯、瑞克、戴瑞、米瓊恩、卡爾、貝絲、亞伯拉罕、蘿西塔和尤金。缺席：蓋博瑞神父和蓋瑞斯

#### 主演
- 安德魯·林肯 飾演 瑞克·格萊姆斯：金縣前任副警長，在團體中建立威信成為領導者，自從監獄毀滅、以及痛失夥伴後，開始發現慈悲用事毫無作用，開始回到他原來的殘忍本性。
  - 林肯在第五季第九集中同時聲演該集中的收音機播報員的聲音，僅在這次聲演運用他的英國口音[1]。
- 諾曼·李杜斯 飾演 戴瑞·迪克森（英语：Daryl Dixon）：正邪并存的美國南方人，冷酷少言，打獵高手，在團體中擔任主要的弩弓獵人，瑞克最重要的幫手和戰友。與貝絲之間有著微妙的情感。
- 史蒂文·連 飾演 葛倫·瑞（英语：Glenn Rhee）：韓裔美國人，族群中行動最為敏捷，擅長逃走，經常擔當前線及搜索補給品等工作。
- 蘿倫·科漢 飾演 瑪姬·格林（英语：Maggie Greene）：葛倫的妻子，家中最堅強、強壯的一位，在遇到磨難時絕不會退縮。
- 錢德勒·里格斯 飾演 卡爾·格萊姆斯（英语：Carl Grimes）：瑞克的兒子，從小生活在一片行屍的世界中，在年齡增長的同時開始擁有自己的想法。
- 達娜·古瑞拉 飾演 米瓊恩（英语：Michonne）：神秘劍客，手持日本武士刀，性格十分孤僻，但在見到瑞克與卡爾後開始走出孤獨、充滿希望。
- 梅莉莎·麥克布萊德 飾演 卡蘿·派勒提爾（英语：Carol Peletier）：族群的精神導師，曾經是家暴受害者，懦弱性格在種種磨難下變得聰明和堅強，在必要時可以痛下殺手。
- 麥可·庫立茲 飾演 亞伯拉罕·福特（英语：Abraham Ford）：美軍士兵，在家人慘死後將知道解藥的尤金視為一線希望，因此為了到達目的地華盛頓不惜任何代價。
- 艾蜜莉·金尼 飾演 貝絲·格林（英语：Beth Greene）：瑪姬的妹妹，家中最弱小的一位，但也在經歷種種磨難後變得無比堅強，對戴瑞有好感。
- 查德·柯曼 飾演 泰瑞斯·威廉斯（英语：Tyreese）：一名外表堅強、內心極為敏感的倖存者，經歷過女友凱倫慘死以及姐妹倆的慘劇後身心受創，對殺戮有著恐懼感。

#### 其他主演
- 索妮瓜·馬丁-葛林 飾演 莎夏·威廉斯（英语：Sasha Williams (The Walking Dead)）：前消防員，泰瑞斯的妹妹，性格和哥哥泰瑞斯相似，外表堅強、內心脆弱，一旦憤怒時無法控制情緒。
- 小賴瑞·吉利亞（英语：Larry Gilliard, Jr.） 飾演 鮑勃·史都奇（英语：Bob Stookey）：前軍醫，莎夏的戀人，一開始在經歷連續兩個隊伍被殲滅的事情後被瑞克等人收留。
- 喬許·麥蒂米特（英语：Josh McDermitt） 飾演 尤金·波特（英语：Eugene Porter）：一名自稱知道行屍病毒解藥的神秘科學家，但對在外生存與行屍根本一竅不通，對塔拉有好感。
- 克莉絲汀·瑟拉圖絲 飾演 蘿西塔·埃斯皮諾薩（英语：Rosita Espinosa）：亞伯拉罕的女友，保護意識強，一個非常現實的樂觀主義者。
- 阿拉娜·麥斯特森（英语：Alanna Masterson） 飾演 塔拉·錢伯勒（英语：Tara Chambler）：瑞克組群的新成員，女同性戀，曾經跟過總督，在監獄毀滅的時候跟葛倫互相救過彼此，也因如此而被瑞克諒解。
- 賽斯·吉利姆 飾演 蓋博瑞·史托克斯（英语：Gabriel Stokes (The Walking Dead)）：瑞克等人在森林中遇到的牧師，內心懦弱、貪生怕死、對生存一竅不通下反而認為瑞克等人太過殘忍。
- 安德魯·J·威斯特（英语：Andrew J. West） 飾演 蓋瑞斯（英语：Gareth (The Walking Dead)）：終點站的殘暴領袖，和手下人以食人為生，將外面的倖存者引誘過來作為資源補給和食物來源，天性淪為如此源於他同樣受過“傷害”。

### 常設演員

#### 終點站
- 泰特·艾林頓（英语：Tate Ellington） 飾演 亞歴克斯（Alex）：終點站的一份子，蓋瑞斯的弟弟，因為受瑞克干預而被同仁誤殺身亡。
- 丹妮絲·克勞斯比（英语：Denise Crosby） 飾演 瑪麗（Mary）：終點站的廚師，也以食人為生，同時是蓋瑞斯和亞歴克斯兄弟倆的母親。

#### 捕獵者
- 克里斯·考伊（英语：Chris Coy） 飾演 馬丁（Martin）：蓋瑞斯的手下之一，終點站的一名放哨員，遭卡蘿和泰瑞斯抓獲，跟泰瑞斯留下過一段仇恨。
- 班傑明·帕派克 飾演 阿爾伯特（Albert）：蓋瑞斯的手下之一，在終點站死裡逃生後追隨瑞克一行人。
- 克里斯·伯恩斯 飾演 麥克（Mike）：蓋瑞斯的手下之一，在終點站死裡逃生後追隨瑞克一行人。
- 愛普·比林斯利 飾演 泰麗莎（Theresa）：蓋瑞斯的手下之一，在終點站死裡逃生後追隨瑞克一行人。
- 崔維斯·楊 飾演 葛雷格（Greg）：蓋瑞斯的手下之一，在終點站死裡逃生後追隨瑞克一行人。

#### 葛雷迪紀念醫院
- 克莉絲汀·伍茲（英语：Christine Woods） 飾演 道恩·蘭娜（Dawn Lerner）：醫院的領導者，將貝絲和其他倖存者扣留在醫院，有嚴重妄想症和暴力傾向，老是認為救援一定會來而整天浮想聯翩，也因此造成醫院內部的政變。
- 泰勒·詹姆斯·威廉斯（英语：Tyler James Williams） 飾演 諾亞（Noah）：醫院的清潔工，一名被扣留在醫院多時的外圍倖存者，在扣留期間與貝絲相處過一段時間。
- 艾瑞克·詹森（英语：Erik Jensen） 飾演 史蒂文·愛德華茲（Dr. Steven Edwards）：醫院的主治醫師，負責照看病患們，對貝絲相當照顧，但也會想各種理由而保護自己。
- 泰莉·懷博（英语：Teri Wyble） 飾演 亞曼達·謝潑德（Amanda Shepherd）：醫院的女警官，道恩的副手，對道恩敢怒不敢言，是醫院中少數善良的警員。
- 麥斯希姆諾·赫南德茲 飾演 鮑勃·蘭姆森（Bob Lamson）：醫院的一名警官，道恩的手下，也是善良的警察，但對陌生人沒好感。
- 瑞奇·韋恩 飾演 奧唐納（O'Donnell）：醫院的一名警官，以虐待病人為樂，反對道恩的領導權，一心想發動政變。
- 姬莎·卡索-休斯 飾演 瓊（Joan）：醫院的女病人，一度受貝絲照顧，試圖逃跑後被行屍咬傷且被抓回來。
- 庫倫·莫斯（英语：Cullen Moss） 飾演 戈曼（Gorman）：醫院的一名警官，奧唐納的好友，控制欲強烈，喜好強姦女人和虐待病人。

#### 亞歴山卓安全社區
- 羅斯·馬奎德（英语：Ross Marquand） 飾演 亞倫（英语：Aaron (The Walking Dead)）：安全社區的外人召集員，前非政府組織成員，男同性戀，將瑞克等人招募進社區。
- 托娃·費德舒（英语：Tovah Feldshuh） 飾演 狄安娜·門羅（英语：Deanna Monroe）：安全社區的領袖，前美國國會議員，一名追求和平、平靜生活的現實主義者，對在外的威脅一無所知，因此完全不理解瑞克等人的生活方式。
- 亞歷珊卓·布雷肯里奇 飾演 潔西·安德森（英语：Jessie Anderson (The Walking Dead)）：安全社區的女居民，理髮造型師，負責食物部門，是瑞克的新暗戀對象，私底下長期受丈夫皮特虐待。
- 柯利·布瑞 飾演 皮特·安德森（Pete Anderson）：潔西的丈夫，社區的外科醫師，表面和善、卻是一名有嚴重精神問題的家暴犯，時不時會以虐待潔西與兩個兒子來宣洩情緒。
- 奥斯汀·艾布拉姆斯 飾演 榮恩·安德森（Ron Anderson）：潔西的長子，與卡爾成為好朋友，是伊妮德的男朋友。
- 梅傑·道森（英语：Major Dodson） 飾演 山姆·安德森（Sam Anderson）：潔西的次子，與母親一直被皮特暴力虐待，但每次都是害怕躲在一旁。
- 凱特琳·内肯 飾演 伊妮德（Enid）：美麗文靜的神秘女孩，在幾個星期前才進入安全區生活，做任何事情都是我行我素。
- 丹尼爾·伯裘 飾演 艾登·門羅（Aiden Monroe）：狄安娜的長子，是安全區資源搜集小組的隊長，做事粗心卻喜歡顯擺，對外面的情況毫無經驗。
- 史蒂夫·寇特 飾演 瑞吉·門羅（Reg Monroe）：狄安娜的丈夫，社區建築設計師，幫助社區建造起防衛的高墻。
- 麥可·特雷諾（英语：Michael Traynor (actor)） 飾演 尼古拉斯（Nicholas）：搜資者，艾登的搭檔，一個貪生怕死又自私的膽小鬼，經常過度恐慌而造成不可挽回的錯誤。
- 奥斯汀·尼可斯 飾演 史賓瑟·門羅（英语：Spencer Monroe）：狄安娜的次子，雖然為人自大，但不像哥哥艾登那樣衝動。
- 傑森·道格拉斯（英语：Jason Douglas） 飾演 托賓（Tobin）：社區的工人，力氣大，一向為居民們做苦力活。
- 安·馬宏（英语：Ann Mahoney） 飾演 奧莉維亞（英语：Olivia (The Walking Dead)）：安全區的居民，食物庫和武器庫的管理員。
- 喬登·伍茲·羅賓森 飾演 艾瑞克·萊利（Eric Raleigh）：社區居民之一，亞倫的男友。
- 道莉亞·利戈 飾演 法蘭馨（Francine）：托賓工程隊上的一份子。
- 曼蒂·克莉絲汀·克爾 飾演 芭芭拉（Barbara）：安全社區的居民，很早以前就住在社區裡。
- 泰德·哈克比 飾演 布魯斯（Bruce）：安全社區的居民。

#### 其他
- 蘭尼·詹姆斯 飾演 摩根·瓊斯（英语：Morgan Jones (The Walking Dead)）：瑞克所遇到的第一位人類倖存者，當初失去家人後精神崩潰，拒絕跟重逢的瑞克一起走，這次經過很長一段時間後終於“煥然一新”地現身。
- 羅賓·羅德·泰勒 飾演 山姆（Sam)：瑞克和卡蘿在監獄時期時在外面遇到的倖存者，先前跟他們倆達成共識後突然失蹤，如今重新現身在終點站裡作為囚徒。
- 班奈狄克·塞繆爾（英语：Benedict Samuel） 飾演 歐文（Owen）：狼族（The Wolves）團夥的領袖，是一個精神錯亂又貪得無厭的瘋子，曾經摧毀過諾亞的家鄉社區，跟摩根在華盛頓一帶撞見。
- 布萊登·莎比諾（英语：Brighton Sharbino）和凱拉·肯尼迪（英语：Kyla Kenedy） 飾演 莉茲和米卡·山繆斯（英语：Lizzie and Mika Samuels）：一對生活在監獄過、受卡蘿和泰瑞斯照顧的姐妹，已經在一座森林小屋裡喪生，如今在泰瑞斯的幻覺裡現身。
- 大衛·莫瑞瑟 飾演 總督（英语：The Governor (The Walking Dead)）：伍德貝瑞鎮的殘暴領袖，曾經是監獄的最大威脅，雖然已經死亡，但對瑞克一行人造成過極大傷害，同樣出現在泰瑞斯的幻覺裡。

## 集数列表
| 總集數 | 集數 （季） | 標題                                                 | 導演            | 編劇                        | 首播日期       | 美國收視人數 （百萬） |
| --- | ----------- | ---------------------------------------------------- | --------------- | --------------------------- | -------------- | --------------------- |
| 52 | 1           | 無處避難 No Sanctuary                                | 葛雷格·尼可泰羅 | 史考特·M·金普               | 2014年10月12日 | 17.29                 |
| 關在終點站車廂中的瑞克一行人交流彼此的生存經歷後，開始各自製作近身武器等待逃亡時機，但敵軍隨後將瑞克、戴瑞、葛倫和鮑勃拖進屠宰場，在場其他一些人質中包括之前跟瑞克見過面卻下落不明的山姆，瑞克目睹山姆被敵人割喉放血準備當作“食物”。卡蘿與泰瑞斯抵達附近哨站抓獲一名哨兵馬丁，得知夥伴都被抓獲。卡蘿換上一件塗滿行屍血的大衣，點燃煙火炸毀設施的大型煤氣罐炸毀圍墻，並尾隨行屍走進終點站中。大部分守衛命喪屍群，卡蘿走進教堂碰上瑪麗；絕望的瑪麗對她陳述這裡曾經是避難家園，直到被一群暴徒攻佔使他們備受凌虐，之後雖然同心協力將家園奪回，但也從此學會「不當屠夫即淪為羊羔」。卡蘿最終沒有理會她，放行屍進來吃掉受傷的瑪麗。瑞克藉由爆炸第一時間掏出暗器反擊，鬆綁其他人後回車廂釋放其他人，帶領他們翻牆返回森林後取回先前埋在土中的武器包。瑞克本打算繼續將終點站的人一網打盡，但卡蘿來到他們面前團聚，將眾人帶到泰瑞斯與茱蒂絲的小屋。瑞克一家以及泰瑞斯與莎夏兄妹倆平安團圓，泰瑞斯聲稱他與馬丁發生搏鬥而被自己殺死。所有人隨後折返穿越樹林，瑞克走前將鐵軌旁的一塊終點站牌上內容改成「無處避難」（No Sanctuary）。後來，久未露面的摩根突然經過該處，找到旁邊樹上的一些記號後，開始往瑞克一行人的方向前進。 |             |                                                      |                 |                             |                |                       |
| 53 | 2           | 陌生人 Strangers                                     | 大衛·鮑伊德     | 羅伯特·柯克曼               | 2014年10月19日 | 15.14                 |
| 瑞克帶領著隊伍繼續行走森林時，解救一名被行屍包圍的神父蓋博瑞·史托克斯，蓋博瑞將他們帶到自己的教堂以答謝瑞克的救命之恩。亞伯拉罕將教堂的巴士作為前往華盛頓的交通工具，但瑞克提議必須先去找更多的食物、槍械和補給。於是，瑞克、莎夏、鮑勃與米瓊恩在蓋博瑞的帶領下，來到鎮上的食物捐贈銀行拿食物，進去後發現所有食物全部堆積在一個被灌滿雨水、充滿腐爛行屍的地下室裡。當他們冒險來到地下室與行屍近距離刺殺時，蓋博瑞因為驚嚇過度而躲在牆角，使得瑞克等人在冒險突圍下救走他。夜晚，卡蘿逐漸發現自己和組群格格不入，打算收拾東西不告而別時被戴瑞撞見，這時一輛汽車突然從旁邊經過，戴瑞看見該輛汽車跟當初擄走貝絲的十字架標記汽車較相似，於是第一時間帶著卡蘿開車追趕。在教堂中，瑞克決定加入前往華盛頓的行列，當眾人開心地吃吃喝喝時，鮑勃暗中獨自一人跑出去痛哭。然而，鮑勃被躲在叢林中的人打昏，醒來後發現是劫後餘生的蓋瑞斯與另外五名終點站倖存者，當中還包括已經被泰瑞斯“打死”的馬丁，一起坐在他面前烤東西吃。蓋瑞斯稱他們早就偷偷跟在瑞克一行人的後面，潛伏在森林中等待復仇時機，而鮑勃突然發現他的左腿已經被他們截掉，放在烤肉架上當作食物慢慢烤來吃掉。                                          |             |                                                      |                 |                             |                |                       |
| 54 | 3           | 家徒四壁 Four Walls and a Roof                       | 傑佛瑞·F·詹紐瑞 | 安潔拉·姜 & 克里·瑞德       | 2014年10月26日 | 13.80                 |
| 蓋瑞斯等人準備伏擊教堂時，鮑勃突然開始哈哈大笑，為他們展示他的肩膀、於之前地下室時被行屍咬到的咬痕，而蓋瑞斯等人在驚慌失措下決定速戰速決。而瑞克發現鮑勃、戴瑞和卡蘿失蹤後，認為是蓋博瑞搞鬼而過去質問他，蓋博瑞只坦白他曾經對教堂外遭行屍圍剿的居民見死不救。奄奄一息的鮑勃被丟棄於教堂外，眾人發現他的咬痕後深知他已迴天乏術。心慌的亞伯拉罕準備立刻啟程，和瑞克發生爭吵後答應等到早上。當瑞克帶人前往蓋瑞斯藏身的小學尋人時，但蓋瑞斯卻帶人趁機進入無人看守的教堂中。然而瑞克早已埋伏在黑暗中等待蓋瑞斯一行人上鉤，一槍打斷蓋瑞斯的兩根手指而迫使他們跪地求饒。蓋瑞斯試圖用他們所經歷的慘劇與苦衷說服瑞克饒過他們，但瑞克不想縱虎歸山，於是拿起砍刀砍下蓋瑞斯的頭，馬丁等其他敵軍也被殺死。清晨，臨死的鮑勃對瑞克表達當初收留他進監獄的謝意後，由莎夏陪伴他至生命最後，在屍變前被泰瑞斯用刀刺死。眾人埋葬鮑勃與蓋瑞斯一夥後，葛倫、瑪姬與塔拉決定加入亞伯拉罕等人先走，其餘人則留在教堂中等待戴瑞和卡蘿，亞伯拉罕啟程前將前進路線之地圖交給瑞克，順便表達先前無禮的歉意。夜晚，米瓊恩與蓋博瑞在外放哨時，戴瑞突然從旁邊的草叢中竄出來，並叫躲在身後中的「人」走出來。                           |             |                                                      |                 |                             |                |                       |
| 55 | 4           | 水泥城 Slabtown                                      | 麥可·E·薩崔斯密 | 麥修·尼格特 & 查寧·鮑威爾   | 2014年11月2日  | 14.52                 |
| 貝絲被開著白色十字標記轎車中的人搭救，醒來後發現她身在一間不知何處的醫院裡，掌管醫院的女警官道恩·蘭娜與醫師史蒂文·愛德華茲介紹這裡是亞特蘭大的葛雷迪紀念醫院。貝絲靠觀摩得知醫院的契約勞工法以償還救命之恩的極端政策，還發現看管醫院的絕大多數警察都是一群喪心病狂的敗類。警官戈曼始終對貝絲毛手毛腳，貝絲多次受到委屈下被醫院的一個洗衣員諾亞安慰；諾亞稱他一直打算逃出這裡，回去他在維吉尼亞州的家鄉。後來，貝絲在史蒂文的命令下為一名病人注射氯氮平卻使他喪命，諾亞在幫貝絲頂罪後遭到戈曼暴打，下命令的史蒂文卻死不認罪。貝絲決定和諾亞一起逃走後，偷偷地來到道恩的辦公室拿電梯的鑰匙，卻不巧被戈曼發現。戈曼隨後企圖利用這件事來敲詐貝絲，而辦公室裡剛好有一具自殺而屍變的女病人，貝絲於是拿酒瓶砸戈曼的頭後讓他被咬死。貝絲隨後直接與諾亞從電梯井逃到一樓，諾亞因為速度快下直接穿過圍欄逃離，但貝絲則被追出來的警察抓回去。之後，貝絲因為企圖逃走而遭到道恩的一巴掌，並識破史蒂文借自己的手殺死那名病人，她原本計畫在走廊中刺殺史蒂文，卻在動手之前發現卡蘿躺在急救床上被抬進醫院中。 |             |                                                      |                 |                             |                |                       |
| 56 | 5           | 自求多福 Self Help                                   | 歐內斯特·狄克森 | 海瑟·貝爾森 & 賽斯·霍夫曼   | 2014年11月9日  | 13.53                 |
| 亞伯拉罕、蘿西塔、尤金、塔拉、葛倫和瑪姬駕車前往華盛頓途中，巴士卻突然出故障翻車拋錨，一行人躲进路旁的書店中度过一晚。尤金卻私下對塔拉透漏是他製造機關造成翻車，解釋他只是打算篡弄團隊回去教堂。一早，眾人找到一輛消防車繼續前進，卻發現前方公路包括周邊農場範圍徘徊著數量高達幾千的行屍群體。葛倫一行人決定想辦法繞遠路時，亞伯拉罕不甘願浪費更多時間，執意要帶著尤金奮不顧身往前走。眾人爆發激烈爭吵時，膽怯的尤金對眾人大聲喊出自己根本不是能終結危機的科學家，讓眾人瞬間啞口無言。尤金如實講述他從始至終都靠編造這個謊言作為自保手段，以此騙取能保護他的倖存者帶他去華盛頓的安全地帶，本計畫在到達目的地徹底安全後就坦白事實，但他因為做賊心虛而想方設法拖慢團隊的前進速度，進而抽時間安排解釋理由。希望落空的眾人陷入茫然無措的局面，惱羞成怒的亞伯拉罕怒打尤金兩拳至昏迷，最後絕望地跪在原地欲哭無淚。亞伯拉罕期間回憶起自己當初為了保護妻小而徒手殺死過一群暴徒，卻造成妻小對他產生恐懼而趁夜裡悄悄棄他離去，而隔天一早才發現家人離開，追出去時卻發現家人已死在門口。失去一切的亞伯拉罕剛準備飲彈自盡，碰巧撞見被行屍追殺的尤金，得知他的“重要任務”後找到活下去的理由。                     |             |                                                      |                 |                             |                |                       |
| 57 | 6           | 消耗殆盡 Consumed                                    | 賽斯·曼尼       | 麥修·尼格特                 | 2014年11月16日 | 14.07                 |
| 戴瑞與卡蘿開車追趕十字架標記汽車一路跟回亞特蘭大，卡蘿將戴瑞帶到自己當初躲避丈夫艾德的避難房間中度過一晚。兩人到達城市中央時找到一輛被卡在橋上、帶有十字標記的廂形車。當兩人計畫前去看看時，出門後意外遇見從醫院逃出的諾亞。諾亞為了活命而搶走了兩人的武器後跑掉，兩人最後發現追不上後就直接上橋查看車子。在廂車中，兩人找到標有GMH字母的急救床，而卡蘿也一下聽出這是葛雷迪紀念醫院的簡稱。兩人出車後突然發現行屍群體已經出現在前後方，於是被迫系上安全帶而將整輛廂車開下橋才得以逃生。隨後，兩人來到醫院對面的大樓正在思考該如何下手時，剛好遇見即將躲在大樓裡的諾亞。諾亞隨後感謝兩人的救命之恩時，說自己是從醫院逃出的人，在戴瑞的詢問下供述貝絲還在醫院裡。這時，醫院的其中一輛巡邏車開到樓下，使所有人馬上往外跑，但先跑出去的卡蘿卻意外被巡邏車撞到至昏迷，最後被車上的兩名警察抬上急救床後送到醫院裡，而戴瑞只能暫時打道回府，帶著諾亞回去教堂通知瑞克等人，最後開著一輛貨車回去教堂搬救兵。 |             |                                                      |                 |                             |                |                       |
| 58 | 7           | 命運交錯 Crossed                                     | 比利·吉爾哈特   | 賽斯·霍夫曼                 | 2014年11月23日 | 13.33                 |
| 戴瑞帶著諾亞回到教堂後交代事情的經過，瑞克帶領戴瑞、諾亞、泰瑞斯與莎夏立刻開貨車回到亞特蘭大去救貝絲與卡蘿，走前將卡爾、米瓊恩與蓋博瑞安頓在教堂。到達後，瑞克本來打算利用一個調虎離山計，將道恩等人一網打盡而救出貝絲與卡蘿，但泰瑞斯卻反駁說其實可以用一個兩全其美的交易方法把兩人換回來。於是，瑞克首先開一槍將醫院附近巡邏的兩名警察蘭姆森與謝潑德用槍聲引出，並在他們走進陷阱中後將兩人抓獲，並在之後捕獲另外一名前來援助的警察利卡瑞。當時被行屍群體阻斷在路上的葛倫等人因為尤金的謊言而無處可去，亞伯拉罕因為深受打擊而依然跪在地上絕望，葛倫與塔拉和蘿西塔出去打水時從蘿西塔得知一開始如何遇見亞伯拉罕。在教堂，蓋博瑞對瑞克屠殺葛瑞等人的舉動相當不解，因此趁人不注意時從地底逃出教堂。在亞特蘭大，瑞克等人將三名警察關在一個工廠中，與戴瑞和泰瑞斯前去觀察醫院探查。但蘭姆森卻偷偷將莎夏騙到窗戶邊，趁著莎夏往窗外看時直接將她撞昏後迅速逃離。 |             |                                                      |                 |                             |                |                       |
| 59 | 8           | 曲終人散 Coda                                        | 歐內斯特·狄克森 | 安潔拉·姜                   | 2014年11月30日 | 14.81                 |
| 瑞克開警車追趕逃亡中的蘭姆森，通過加速將他撞至殘疾，看著他大言不慚下一槍殺他。蓋博瑞獨自一人小學後目睹鮑勃的斷腿，發現景象證實瑞克的說詞後開始被破窗而出的行屍追逐，最後跑回教堂向米瓊恩與卡爾求救。一刻，葛倫等人開消防車趕回來後供述尤金撒謊，米瓊恩也通報貝絲活著的喜訊。在醫院中，貝絲與道恩互相講述心中的秘密時，談話不巧被一名腐敗警官奧唐納聽見，奧唐納本打算落井下石，最後卻被道恩與貝絲聯手推下電梯井墜亡。瑞克引來醫院的巡邏隊後說明要求，所有人全部來到醫院的走廊進行交換人質，貝絲換回自己的服飾後，帶著卡蘿成功完成交易。然而，道恩卻打算把諾亞要回來，諾亞本來打算認命投降，貝絲突然代替諾亞站在道恩面前，用自己事先藏好的剪刀將道恩刺傷；但也導致道恩持槍走火下誤殺貝絲。道恩還沒來得及解釋就被戴瑞一槍打爆頭作為報仇，其餘人陷入訝異和悲痛時，接任領導位置的女警官謝潑德原本打算說服瑞克等人留下，但瑞克婉拒她的提議。當葛倫等人到達醫院後，戴瑞抱著貝絲的屍體哭著走出來，原本滿心期待的瑪姬則瞬間跪在地上絕望地尖叫。與此同時，摩根持續跟隨蓋瑞斯在叢林中留下的記號後跟到教堂，在祈完禱後在地上找到亞伯拉罕為瑞克編製的通往華盛頓的地圖，最後在地圖上找到瑞克的名字。             |             |                                                      |                 |                             |                |                       |
| 60 | 9           | 不念過去、不畏將來 What Happened and What's Going On | 葛雷格·尼可泰羅 | 史考特·M·金普               | 2015年2月8日   | 15.64                 |
| 貝絲死亡過去十八天，瑞克一行人再度失去目的和信念，但他們還是決定完成她當初要讓諾亞與家人團聚的承諾。於是，瑞克帶一部分人長途跋涉來到諾亞的家鄉，一個高牆圍繞的美麗社區。然而，他們到達目的地後，卻發現社區早已淪為死亡廢墟，只剩下一大堆遭肢解的死屍。瑞克等人在搜索物資時，發現社區中寫著一句「狼群不遠」（WOLVES NOT FAR）。諾亞陷入崩潰下衝回他家中查看，抱著家人的屍體痛哭時，諾亞變成行屍的弟弟咬傷泰瑞斯的手臂。諾亞第一時間跑出去求救，躺在房間中的泰瑞斯因為大量失血而開始產生幻覺，看到他所熟悉且間接因他而死的馬丁、鮑勃、總督、莉茲和米卡姐妹、包括貝絲，一起坐在他身旁討論著他近來的行為，泰瑞斯在聽到一切後後，逐漸發現都是他過於軟弱無能，才造就之前發生的種種悲劇。另一邊，由於所有人都被悲傷蒙蔽，米瓊恩於是持續提議前往華盛頓，覺得那裡可能仍有足夠的資源來讓它們繼續生存下去。之後，瑞克等人在諾亞的通知下趕到，米瓊恩一刀截下泰瑞斯的手，瑞克等人也火速將流血不止的泰瑞斯開車接回去。但回去途中，泰瑞斯因為失血過多，而在貝絲、鮑勃、莉茲和米卡的呼喚中離世，眾人在蓋博瑞的主持下安葬泰瑞斯，並將他的標誌毛絨帽放在墓碑上。                                                                   |             |                                                      |                 |                             |                |                       |
| 61 | 10          | 他們 Them                                            | 朱爾斯·萊姆西   | 海瑟·貝爾森                 | 2015年2月15日  | 12.27                 |
| 三個星期過去，眾人因汽車拋錨下被迫步行，整個組群在精疲力竭、嚴重脫水的情況下，身後還有大量行屍尾隨。戴瑞、瑪姬與莎夏因為貝絲與泰瑞斯的死而陷入無盡痛苦之中，當瑞克等人站成一排而打算將身後的行屍群全部推進橋下峽谷時，莎夏卻在期間因為情緒失控而自行走出去跟行屍對抗、也迫使瑞克等人加入鬥爭，不管米瓊恩如何勸阻莎夏仍然徒勞無功。眾人於是繼續上路，戴瑞屢次利用尋找資源為由而。獨自一人跑到森林中默默哭泣，瑪姬也因為打擊而就連一隻寸步難行的行屍都沒膽去殺。不久，眾人突然在前方路中央發現一些事先被自稱“朋友”的人準備好的水瓶，但所有人為了安全起見決定不喝。此時，一場暴風雨來臨，使得瑞克等人躲進一間穀倉中。晚些，瑞克向眾人提議必須趁活著時做完該做的使命，而一大群前來躲雨的行屍來到門口，所有人在同一時刻齊心協力才將行屍群阻擋下來。隔天，風暴一過，瑪姬與莎夏出去看日出時，一位名叫亞倫的男子突然出現在兩人面前，稱他是一個“朋友”而打算跟瑞克談一談。 |             |                                                      |                 |                             |                |                       |
| 62 | 11          | 距離 The Distance                                    | 賴瑞莎·康達基   | 賽斯·霍夫曼                 | 2015年2月22日  | 13.44                 |
| 瑪姬和莎夏將亞倫帶進穀倉後，亞倫介紹自己是來自於位於華盛頓附近的安全社區的居民，並展示社區的照片後說服瑞克等人加入他們。但瑞克基於伍德貝瑞和終點站的經歷，開始對此類事情產生恐懼和排斥，於是直接打亞倫一拳，翻遍他的包後在包裡找到一把信號彈，推論出他還有同夥，亞倫清醒後供出自己跟他同夥所開的汽車因為暴風雨而被擋住去路。葛倫帶隊出去後找到亞倫的汽車和房車，米瓊恩始終打算說服瑞克到安全區看一看結果，瑞克在不情願下還是決定在夜間帶著亞倫，開車走一條交替的森林公路前往。當晚，葛倫、瑞克、米瓊恩與亞倫帶頭為後面的房車開路，汽車卻在半路上遭遇堵在路中央的行屍群。此時一枚信號彈在森林另一邊燃起，所有人在跟隨信號彈位置後找到對方，亞倫與自己的夥伴兼男友艾瑞克相遇，兩人也感謝了瑞克等人的救命之恩。第二天一早，所有人開車經過華盛頓特區後到達「亞歴山卓安全社區」（Alexandria Safe-Zone），瑞克在聽見社區內部傳來小孩的歡聲笑語後才放下心。 |             |                                                      |                 |                             |                |                       |
| 63 | 12          | 記住 Remember                                        | 葛雷格·尼可泰羅 | 查寧·鮑威爾                 | 2015年3月1日   | 14.43                 |
| 瑞克一行人進入社區後發現圍牆內充滿著綠色、高級住宅樓與美好家庭，首先在亞倫的要求下上交所有武器，隨後分別接見社區的領袖，前美國國會議員狄安娜·莫洛。瑞克認為此地是他自從災難發生以來所見過的最美好之地，而試圖利用訪問來警告狄安娜關於對陌生人提高警惕。於是，眾人被分配住進兩間住宅，瑞克将自己留很久的大胡子刮光後，結識一名女居民潔西·安德森，也在她的幫助下剪掉頭髮。眾人在毫無威脅的情況下度過一晚，隔天時，葛倫、塔拉與諾亞跟隨安全區的資源搜集小組尼古拉斯與狄安娜的大兒子艾登出去時，發現他們倆不僅對行屍毫無經驗、甚至行事莽撞又傲慢，因此差點害死塔拉而導致葛倫與艾登產生爭執。狄安娜到場後阻止鬥爭，對所有人宣告瑞克等人已經成為他們的一份子，最後將瑞克命名為安全區的保全主管。瑞克於是將自己的警察職務重裝上陣，但卡蘿與戴瑞認為此地是一個美好、卻是一個再度將他們帶回軟弱的天堂，瑞克決定如果此地的居民根本無法保護自己的話，領導權就由他們接管。 |             |                                                      |                 |                             |                |                       |
| 64 | 13          | 忘記 Forget                                          | 大衛·鮑伊德     | 克里·瑞德                   | 2015年3月8日   | 14.53                 |
| 瑞克、卡蘿和戴瑞在樹林中私自會面，討論著該如何從安全區的軍械庫中，拿取他們可能隨時會需要的槍械，卡蘿臨走前一槍打死一隻行屍，卻發現牠的額頭上刻著一個詭秘的「W」字樣。隨後，戴瑞在外出打獵時遇到同行的亞倫，兩人試圖抓住一匹野馬，但最後卻親眼目睹牠被行屍群吃掉。當天晚上，狄安娜在她家為瑞克一行人舉辦一場歡迎會，瑞克在晚會中結識狄安娜的丈夫雷吉與潔茜的丈夫皮特。戴瑞並沒有意願參加晚會，在街上遇到亞倫後，受邀至他家一起與艾瑞克吃晚飯。亞倫在飯後向他展示一間充滿摩托車零件的小工作室，並歡迎他來重新組裝這輛摩托車，說服他成為安全區的招募員。在大家沉浸在晚會之餘，卡蘿偷偷地潛入軍械庫拿取武器，但卻被潔西的兒子山姆撞見，卡蘿威脅若是他向任何人說出他所見的一切將會殺他滅口。莎夏來到狄安娜的家，她因為控制不了情緒而痛斥在場的一位賓客，氣沖沖地離開晚會。隔日，狄安娜最終同意讓莎夏在鐘塔上盯哨，而瑞克、卡蘿與戴瑞三人再度在樹林中會面，戴瑞相信此處的居民並無害人之心而拒絕拿武器。瑞克則偷拿一把手槍，在街上遇到潔西與皮特在散步，他由此似乎受到一些強烈的影響。 |             |                                                      |                 |                             |                |                       |
| 65 | 14          | 浪費 Spend                                           | 珍妮佛·林區     | 麥修·尼格特                 | 2015年3月15日  | 13.78                 |
| 除了瑞克與米瓊恩加入社區保全隊以外，其他人都被分配工作。亞伯拉罕跟著建築小隊來到一個工地拿建材時，遭遇行屍群體的攻擊，隊長托賓因為膽怯而丟下女守衛法蘭馨後落荒而逃。亞伯拉罕最後挺身而出營救所有人，而托賓也為此卸任並將領導權讓給亞伯拉罕。葛倫、塔拉、諾亞、尤金、艾登與尼古拉斯來到一個存貨倉庫中尋找修復電力的儀器，但艾登遇到一個穿著軍方服的行屍而亂掉陣腳，不慎將牠身上的手雷打爆而造成災難。塔拉被撞破頭昏迷，艾登則被鋼筋刺穿而困住，當葛倫打算盡全力救他時，艾登坦白自己與尼古拉斯當初是因為臨陣脫逃才害死其他隊員，最後無法脫身之下被行屍吃掉。而葛倫、諾亞與尼古拉斯跑到門口時，因為行屍的雙面夾擊而躲進一個旋轉自動門中，尤金卻挺身而出帶著受傷的塔拉，開車冒險將堵在門口行屍引走。尼古拉斯卻直接扒開自動門落荒而逃，導致諾亞被門內部的行屍群體拉回去撕成碎片。葛倫在悲憤之餘直接打昏尼古拉斯，將他塞進後車廂後與其他人開車回去。蓋博瑞在成為安全區的神父後，向狄安娜警告關於瑞克一行人笑裡藏刀的一面。卡蘿去拜訪潔西的丈夫皮特時，她隱隱約約發現皮特其實對潔西和兩個兒子進行過家庭暴力，並回去告知瑞克關於此事，奉勸他唯一保護她的方法就是殺死皮特。                                 |             |                                                      |                 |                             |                |                       |
| 66 | 15          | 嘗試 Try                                             | 麥可·E·薩崔斯密 | 安潔拉·姜                   | 2015年3月22日  | 13.76                 |
| 一場搜資行動出岔子之下使得瑞克等人失去諾亞、狄安娜失去兒子艾登，臨陣脫逃的尼古拉斯卻再次編造謊言而打算將瑞克等人打發走，而葛倫只對瑞克一人說出事實。獨自看守的莎夏開始越來越孤僻，幾次不顧死活跑出去與行屍群作戰，不管其他人怎麼勸她都沒有用。同時，戴瑞與亞倫在外面搜索倖存者時，屢次在外面見到幾個額頭上刻著「W」字母的行屍，並且也在一具女人屍體頭上也刻下過一個。在安全區裡，卡爾注意到一名少說話、老是爬牆出去的一個文靜女孩伊妮德，並跟隨她出去後與她交際自己發生的事情。卡蘿與山姆交流得知有關皮特虐待潔茜與他的種種事情，瑞克於是打算與狄安娜協商有關於如何處置皮特，但狄安娜不僅拒絕處刑、甚至頂多打算將他驅逐。瑞克發現他的警告沒有用後，進入皮特的家中說服潔西接受他的保護，但也使看到此狀的皮特在失控下對瑞克大打出手。兩人在打的頭破血流下，瑞克制伏皮特後拿出他偷出來的手槍指著所有人，斥責他們都是一群毫無經驗的無知者，而米瓊恩在瑞克失控下只能將他打昏。 |             |                                                      |                 |                             |                |                       |
| 67 | 16          | 征服 Conquer                                         | 葛雷格·尼可泰羅 | 史考特·M·金普 & 賽斯·霍夫曼 | 2015年3月29日  | 15.78                 |
| 摩根沿著地圖抵達華盛頓附近，遭遇两名頭上刻有「W」字母的「狼族」暴徒偷襲，但摩根以合氣道棍術將他們擊昏鎖入車裡。在社區，瑞克與皮特被分開關押，狄安娜準備開會討論是否驅逐瑞克。尼古拉斯為了隱瞞他在工廠臨陣脫逃的經過，不惜將葛倫引入林中後企圖殺他滅口。葛倫忍著傷痛將他制伏後準備為諾亞報仇，但無法痛下殺手、最後還是選擇寬恕他，兩人最後扶持著雙方一路回去。戴瑞與亞倫在一間食物工廠不慎中陷阱，被貨車中的大量行屍包圍，直到經過的摩根將他們救出去。會議時，亞伯拉罕、卡蘿、瑪姬、包括潔西都堅信瑞克的為人，但由於蓋博瑞不慎沒關好大門而引進來幾隻行屍，瑞克殺死牠們後將一具屍體拖到會議上，為所有人證明現實。但耍酒瘋的皮特偷拿米瓊恩的武士刀沖過來，意外殺死狄安娜的丈夫瑞吉。皮特被按倒在地，痛失丈夫的狄安娜命令瑞克動手，瑞克毫不猶豫地開槍殺死皮特。戴瑞、亞倫和摩根這時趕回來目睹處決，瑞克和摩根兩位失散多時的兄弟也終於重逢。深夜，襲擊摩根的兩個暴徒回到食品工廠，將廣場上的所有行屍引回貨車後。長髮領袖在廣場上撿到亞倫掉下的背包，從包裡所裝有的照片與資料得知安全區的地點，臨走前在一輛車上寫上他們的標語：「狼群不遠」（WOLVES NOT FAR）                                                          |             |                                                      |                 |                             |                |                       |

## 制作
2013年10月29日电视台续订了第五季，第六季于2014年5月初开拍。